# Vysoký tarif
Vysoký tarif (VT), dříve označovaný jako denní proud, je označení pro elektrickou energii, za kterou platí spotřebitel plnou cenu. Vysoký tarif se spolu s nízkým tarifem (NT) používá pouze u dvoutarifní sazby odběru elektrické energie. U 2 jednotarifových distribučních sazeb (D01d a D02d) odběratelé čerpají proud po celou dobu pouze ve vysokém tarifu.
Vysoký tarif je platný pouze v určitý čas během dne. Přepínání mezi nízkým a vysokým tarifem je prováděno pomocí hromadného dálkového ovládání. Samotné přepínání a přesné časy nízkého a vysokého tarifu určuje distributor elektřiny a je rozdílné pro jednotlivé regiony.

## Důvod zavedení vysokého tarifu
Hlavním důvodem zavedení vysokého a nízkého tarifu je regulace spotřeby elektrické energie. Během vysokého tarifu jsou z provozu vyřazeny spotřebiče s vysokou spotřebou elektrické energie.
Odběratel, který má dvoutarifní sazbu, je povinen během vysokého tarifu blokovat spotřebiče s vysokou spotřebou. Jde například o zařízení pro ohřev vody nebo vytápění.
Pojmenování jednotlivých tarifů v rámci dvoutarifové sazby se může mezi jednotlivými dodavateli elektřiny mírně lišit, ale vždy jde v rámci jedné distributorské sítě o stejné časy platnosti vysokého tarifu.